# 国友鉄砲の里資料館

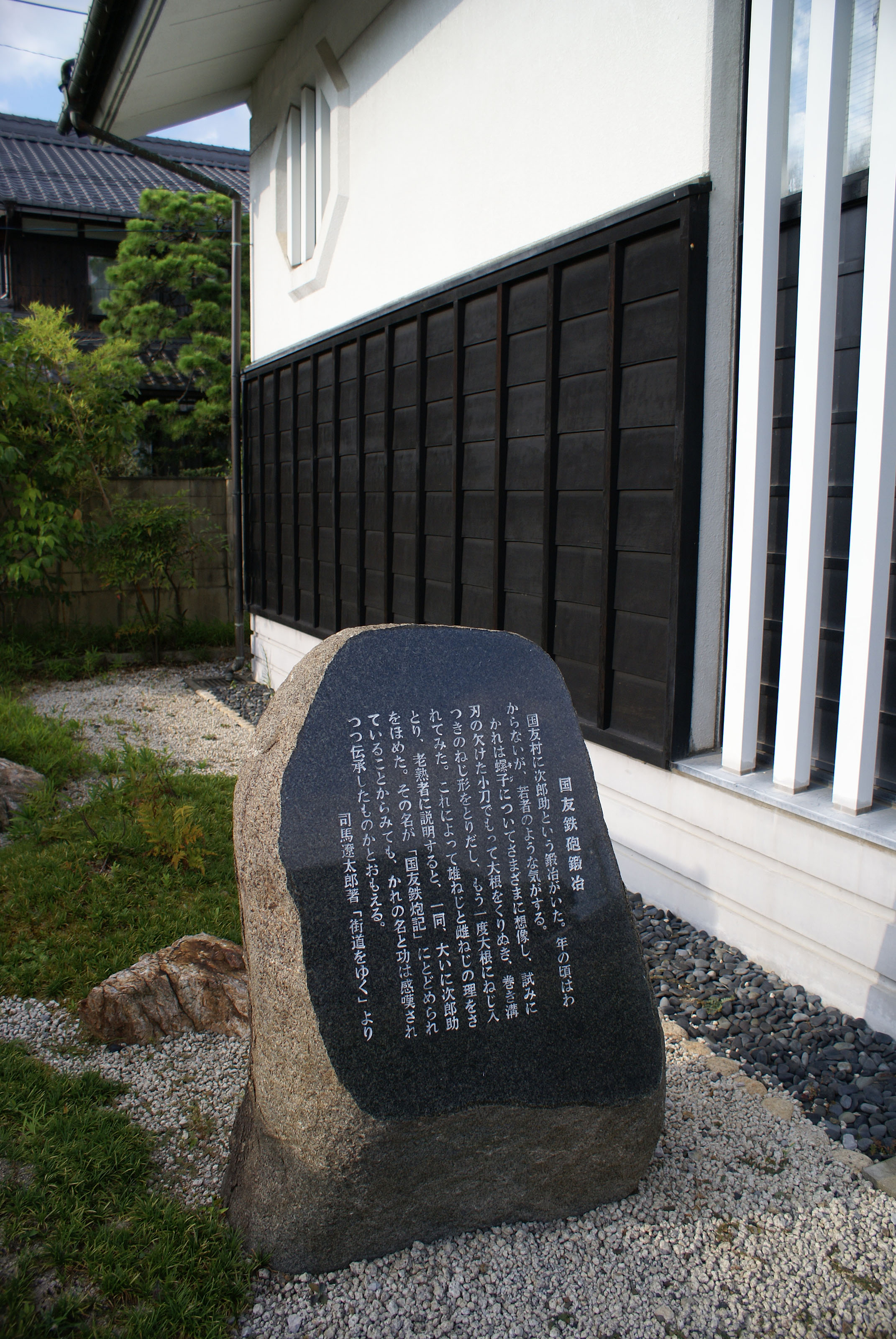
国友鉄砲鍛冶石碑

国友鉄砲の里資料館（くにともてっぽうのさとしりょうかん）は、滋賀県長浜市にある博物館。
戦国時代から江戸時代まで鉄砲などの生産地として栄えた国友の歴史資料の保存と紹介を目的として1987年（昭和62年）10月10日に開設された。
館内では集落内に残る国友鉄砲（火縄銃）を集めて大量展示をしている。ほか、「東洋のエジソン」と称される国友一貫斎、遠州流茶人辻宗範ら国友の文化人に関する展示も行われている。

## 施設
- 1階
  - 映像室 - 6面マルチスクリーンで国友の歴史を映写
  - 展示室 - 大筒（50匁玉目用、全長149.0cm、口径3.2cm）展示

- 2階
  - 展示室 - 鉄砲の鍛冶道具、鉄砲鍛冶の仕事場を再現したジオラマ、国友一貫斎製作の望遠鏡、鉄砲大量展示、実際に鉄砲を担げるコーナーもある。

## 利用情報
- 開館時間 - 9:00～17:00
- 休館日 - 年末年始（12月28～1月3日）

## 交通アクセス
- JR琵琶湖線 長浜駅から湖国バスで10分、「国友鉄砲の里資料館前」下車、徒歩すぐ
- JR琵琶湖線 長浜駅から博覧会巡回バスで10分、「国友鉄砲の里資料館」下車、徒歩5分（便数多し、ただし2006年11月30日まで）

## 周辺情報
- 黒壁スクエア